# دوايت بويكس
دوايت بويكس (بالإنجليزية: Dwight Buycks)‏ مواليد 6 مارس 1989 في ميلواكي، هو لاعب كرة سلة أمريكي بدأ مسيرته الاحترافية في سنة 2011 يلعب في دوري الرابطة الوطنية لفئة التطوير كلاعب هجوم خلفي ويحمل الرقم 23. يبلغ طوله 6 قدم 3 بوصة (1.9 م).

## فرق لعب لها
- بي سي إم جرافيلين
- تورونتو رابتورز
- فالنسيا باسكت
- لوس أنجلوس ليكرز
- فوجيان سترجيونز

## إحصائيات المسيرة

### الموسم الاعتيادي
| السنة   | الفريق           | لعب | بدأ | دقيقة | ميداني% | ثلاثية | حرة  | ارتداد | صنع | استلاب | تصدي | نقطة |
| ------- | ---------------- | --- | --- | ----- | ------- | ------ | ---- | ------ | --- | ------ | ---- | ---- |
| 2013–14 | تورونتو رابتورز  | 14  | 0   | 10.4  | .313    | .294   | .889 | 1.6    | .7  | .6     | .0   | 3.1  |
| 2014–15 | لوس أنجلوس ليكرز | 6   | 0   | 20.5  | .450    | .636   | .900 | 2.0    | 2.3 | .5     | .0   | 8.7  |
| المسيرة |                  | 20  | 0   | 13.5  | .375    | .429   | .895 | 1.8    | 1.2 | .6     | .0   | 4.8  |

## روابط خارجية
- دوايت بويكس على موقع إن بي أي (الإنجليزية)
- دوايت بويكس على موقع سبورتس رفرنس (الإنجليزية)
- دوايت بويكس على موقع الدوري الإسباني لكرة السلة (الإسبانية)
- دوايت بويكس على موقع كرة السلة الأوروبية.كوم (الإنجليزية)
- دوايت بويكس على موقع كلية كرة السلة في سبورتس رفرنس.كوم (الإنجليزية)
- دوايت بويكس على موقع ريلجم (الإنجليزية)
- دوايت بويكس على موقع بروبوليرز (الإنجليزية)
- دوايت بويكس على موقع سبورتس رفرنس (الإنجليزية)
- دوايت بويكس على موقع سبورتس رفرنس (الإنجليزية)